# Gersfeld (Rhön)
Gersfeld (Rhön) est une ville allemande dans le Land de la Hesse. La ville est une station thermale très importante et à cause de sa circonstance en hiver aussi une place de sport d'hiver. La ville est située dans la montagne Rhön près de la plus grande montagne, la Wasserkuppe et 3 km au sud-est du Himmeldunkberg.